# Гладиатор (фильм, 1969)
Гладиатор (англ. Gladiaator) – советский художественный фильм, снятый режиссёром Вельё Кяспером в 1969 году на киностудии «Таллинфильм».
Экранизация романа-эпопеи Ааду Хинта  «Берег ветров».
Премьера фильма состоялась 5 сентября 1969 года.

## Сюжет
Это история жизни эстонского народа, повествование о его горестях и радостях, о его борьбе за счастье. Фильм рассказывает о нелёгком пути в революцию стремящегося выбраться из бедноты Ионаса Тиху. Его страданиях  на войне, побеге из плена, сумасшедшем доме и каторге... Через многое пришлось пройти Ионасу, прежде чем он пойдёт на смертный бой за счастье своего народа.

## В ролях
- Витаутас Томкус – Йонас Тиху
- Вия Артмане – Ани Тиху
- Юрис Леяскалнс – Гуйдо
- Хейно Раудсик – Тийдрик
- Леонхард Мерзин – Лаар
- Арнольд Сиккел – Мягар, фельдшер
- Астрида Вецвагаре – Лийна
- Альфред Ребане – пастор Ярв
- Катрин Вяльбе – Рээт
- Эрих Рейн – эпизод
- Нина Ургант – Маша
- Хейно Мандри – подполковник
- Валдеко Ратассепп – Густав Викстрём
- Линда Тубин — мать Лийны
- Яан Саммул – трактирщик
- Янис Мелдерис – эпизод
- Хиля Варем-Вээ – эпизод
- Оскар Лийганд – эпизод
- Олев Эскола – психиатр
- Энн Клоорен – эпизод
- Лизл Линдау – эпизод
- Волдемар Паавел – эпизод
- Сийна Юкскюла – эпизод